# Xanthorhoe nigrofasciata
Xanthorhoe nigrofasciata är en fjärilsart som beskrevs av Alpheus Spring Packard 1863. Xanthorhoe nigrofasciata ingår i släktet Xanthorhoe och familjen mätare. Inga underarter finns listade i Catalogue of Life.